# Monopolio artificial

El monopolio artificial se caracteriza por unas barreras de entrada artificiales impuestas por el Estado mediante el régimen de licencias o de protección de patentes y derechos de autor.

Un monopolio artificial es un tipo de monopolio en el cual el monopolista se vale de algún medio para impedir que vayan al mercado más productos que los suyos. Esta definición es aplicable análogamente al concepto de oligopolio artificial. Los medios de los que se puede valer pueden ir desde la violencia a una fuerte restricción de la demanda por parte de los consumidores, pasando por la imposición de barreras de entrada artificiales o de regulación (ver Monopolio de la fuerza).
Estos últimos, tienen un carácter fiscal. El Estado puede reservarse de forma exclusiva algunas producciones u otorgar privilegios a ciertas empresas o mantener un régimen de concesión de licencias restrictivo o proteger patentes y derechos de autor esenciales para realizar la actividad.